# San Eduardo
San Eduardo è un comune della Colombia facente parte del dipartimento di Boyacá.
Il centro abitato venne fondato da Bartolome Rodrihguez e Gabril Vargas nel 1914, mentre l'istituzione del comune è del 7 dicembre 1965.